# Заречное (Джанкойский район)
Заре́чное (до 1945 года Камаджи́; укр. Зарічне, крымскотат. Qamacı, Къамаджы) — село в Джанкойском районе Крыма (согласно административно-территориальному делению Украины — в Заречненском сельском совете Автономной Республики Крым, согласно административно-территориальному делению РФ — центр Заречненского сельского поселения Республики Крым).

## Современное состояние
На 2017 год в Заречном числятся 1 проспект, 33 улицы и 2 переулка; на 2009 год, по данным сельсовета, село занимало площадь 90 гектаров на которой, в 687 дворах, проживало более 2 тысяч человек. В селе действуют средняя общеобразовательная школа с крымскотатарским языком обучения, детский сад «Мелевше», детская школа искусств, дом культуры, библиотека, амбулатория общей практики семейной медицины, отделение Почты России, церковь великомученика Пантелеимона. Село связано автобусным сообщением с райцентром и соседними населёнными пунктами.

## География
Заречное — село в центре района, в степном Крыму, на правом берегу реки Победная у её впадения в Сиваш, высота центра села над уровнем моря — 9 м. Соседние сёла: Болотное в 1,5 км на запад, Армейское в 2 километрах на север и Перепёлкино в 5 километрах на восток. Расстояние до райцентра — около 10 километров (по шоссе), там же ближайшая железнодорожная станция. Транспортное сообщение осуществляется по региональной автодороге 35Н-179 Победное — Сиваш (по украинской классификации — С-0-10454).

## История
Первое документальное упоминание села встречается в Камеральном Описании Крыма… 1784 года, судя по которому, в последний период Крымского ханства Карагаджи  входил в Орта Чонгарский кадылык Карасубазарского каймаканства.
После присоединения Крыма к России (8) 19 апреля 1783 года, (8) 19 февраля 1784 года, именным указом Екатерины II сенату, на территории бывшего Крымского Ханства была образована Таврическая область и деревня была приписана к Перекопскому уезду. После Павловских реформ, с 1796 по 1802 год, входила в Перекопский уезд Новороссийской губернии. По новому административному делению, после создания 8 (20) октября 1802 года Таврической губернии, Камаджи был включён в состав Биюк-Тузакчинской волости Перекопского уезда.
По Ведомости о всех селениях в Перекопском уезде состоящих с показанием в которой волости сколько числом дворов и душ… от 21 октября 1805 года, в деревне Камаджы числилось 13 дворов, 95 крымских татар и 3 ясыров. На военно-топографической карте генерал-майора Мухина 1817 года деревня Хамаче обозначена с теми же 13 дворами. После реформы волостного деления 1829 года Камаджи, согласно «Ведомости о казённых волостях Таврической губернии 1829 года», остался в составе Тузакчинской волости. На карте 1836 года в деревне 11 дворов. Затем, видимо, вследствие эмиграции крымских татар в Турцию, деревня значительно опустела и на карте 1842 года Камаджи обозначен условным знаком «малая деревня», то есть, менее 5 дворов.
В 1860-х годах, после земской реформы Александра II, деревню включили в состав Владиславской волости того же уезда. В «Списке населённых мест Таврической губернии по сведениям 1864 года», составленном по результатам VIII ревизии 1864 года, Камаджи — владельческая татарская деревня с 10 дворами, 46 жителями и мечетью. По обследованиям профессора А. Н. Козловского начала 1860-х годов, в селении вода в колодцах глубиной от 1,5—3 до 5 саженей (от 2 до 10 м) была частью солоноватая, а частью солёная. Согласно «Памятной книжке Таврической губернии за 1867 год», деревня Камаджи была покинута жителями в 1860—1864 годах, в результате эмиграции крымских татар, особенно массовой после Крымской войны 1853—1856 годов, в Турцию и оставалась в развалинах и, если на трёхверстовой карте Шуберта 1865 года селение ещё обозначено, то на карте, с корректурой 1876 года, уже не значится. Очевидно, вскоре в деревню заселились на время некие жители, поскольку в «Памятной книге Таврической губернии 1889 года», по результатам Х ревизии 1887 года, записан Комаджи Байгончекской волости (к 1886 году Владиславская волость была упразднена) с 41 двором и 200 жителями, а согласно «…Памятной книжке Таврической губернии на 1892 год», в деревне Комаджи Ак-Шеихской волости (её отнесли туда после земской реформы 1890 года), не входившей ни в одно сельское общество, числилось всего 3 жителя в 1 домохозяйстве. По «…Памятной книжке Таврической губернии на 1900 год» в Комаджи числилось 9 жителей в 1 дворе. По Статистическому справочнику Таврической губернии. Ч.II-я. Статистический очерк, выпуск пятый Перекопский уезд, 1915 год, в деревне Камаджи Ак-Шеихской волости Перекопского уезда числилось 48 дворов (все дворы с землёй) с татарским населением в количестве 256 человек приписных жителей и 10 — «посторонних», из которых 136 мужчин и 130 женщин. Жители владели 597 десятинами удобной земли. В хозяйствах имелось 112 лошадей, 28 волов, 60 коров и 350 голов мелкого скота.
После установления в Крыму Советской власти, по постановлению Крымревкома от 8 января 1921 года № 206 «Об изменении административных границ» была упразднена волостная система и в составе Джанкойского уезда был создан Джанкойский район (при этом, по данным сайта «ДжанкойИнфо», первый Камаджинский сельский совет был образован ещё в 1918 году. В 1922 году уезды преобразовали в округа. 11 октября 1923 года, согласно постановлению ВЦИК, в административное деление Крымской АССР были внесены изменения, в результате которых округа были ликвидированы, основной административной единицей стал Джанкойский район и село включили в его состав. Согласно Списку населённых пунктов Крымской АССР по Всесоюзной переписи 17 декабря 1926 года, в селе Камаджи, центре Камаджинского сельсовета (в коем состоянии пребывает всю дальнейшую историю) Джанкойского района, числилось 59 дворов, все крестьянские, население составляло 257 человек, из них 228 татар, 12 русских, 17 армян, действовала татарская школа. По данным всесоюзной переписи населения 1939 года в селе проживало 207 человек.
Во время Великой Отечественной войны, в апреле 1944 года в воздушном бою над селами Ногайлы-Кирк и Нововладимировка были сбиты самолёты из 1-й штурмовой авиадивизии, 8-й воздушной армии. Пилоты погибли и были похоронены местными жителями в соответствующих сёлах. В 1966 году останки лётчиков перезахоронили в Заречное, установив на братской могиле памятник в виде четырёхгранного обелиска. Постановлением Совета министров Республики Крым № 627 от 20 декабря 2016 года памятник отнесён к категории объектов культурно-исторического наследия России регионального значения.
В 1944 году, после освобождения Крыма от фашистов, согласно постановлению ГКО № 5859 от 11 мая 1944 года, 18 мая крымские татары были депортированы в Среднюю Азию. 12 августа 1944 года было принято постановление № ГОКО-6372с «О переселении колхозников в районы Крыма» и в сентябре 1944 года в район приехали первые новоселы (27 семей) из Каменец-Подольской и Киевской областей, а в начале 1950-х годов последовала вторая волна переселенцев из различных областей Украины. Указом Президиума Верховного Совета РСФСР от 21 августа 1945 года Камаджа была переименована в Заречное и Камаджинский сельсовет — в Заречненский. С 25 июня 1946 года Заречное в составе Крымской области РСФСР, а 26 апреля 1954 года Крымская область была передана из состава РСФСР в состав УССР. В том же году Заречненский сельский совет был объединен с Победненским, в 1959 году Заречненский был вновь выделен в самостоятельный. До 1965 год в селе действовал колхоз имени Калинина, в том году преобразованый в совхоз «Заречный». По данным переписи 1989 года в селе проживало 848 человек. С 12 февраля 1991 года село в восстановленной Крымской АССР, 26 февраля 1992 года переименованной в Автономную Республику Крым. С 21 марта 2014 года в составе Крыма аннексировано Россией.
В селе родился писатель Абляй Шамиль, а также жил и работал Герой Советского Союза Василий Яковлевич Захаров.

## Население
| 2001 | 2014  |
| ---- | ----- |
| 2036 | ↘1820 |

Всеукраинская перепись 2001 года показала следующее распределение по носителям языка
| Язык             | Процент |
| ---------------- | ------- |
| русский          | 64.1    |
| крымскотатарский | 23.72   |
| украинский       | 11.54   |
| другие           | 0.15    |

## Динамика численности
| - 1805 год — 98 чел. - 1864 год — 46 чел. - 1889 год — 200 чел. - 1892 год — 3 чел. - 1900 год — 9 чел. - 1915 год — 256/10 чел. | - 1926 год — 257 чел. - 1939 год — 207 чел. - 1974 год — 1659 чел. - 1989 год — 848 чел. - 2001 год — 2036 чел. - 2014 год — 1820 чел. |